# Boharina
Boharina je naselje v Občini Zreče.